# Olaf Sæther
Olaf Sæther (n. 1 iulie 1871, Hedmark, Norvegia – d. 1 noiembrie 1945, Oslo, Norvegia) a fost un trăgător de tir ce a reprezentat Norvegia, medaliat olimpic. A participat la 2 ediții ale Jocurilor Olimpice (1908, 1912) în care a câștigat o medalie de aur și o medalie de argint.